# فرودگاه هندریک فان اک
فرودگاه هندریک فان اک (به انگلیسی: Hendrik Van Eck Airport) (به زبان بومی: Phalaborwa Airport) یک فرودگاه همگانی با کد یاتا PHW است که یک باند فرود آسفالت دارد و طول باند آن ۱۳۷۳ متر است. این فرودگاه در کشور آفریقای جنوبی قرار دارد و در ارتفاع ۴۳۶ متری از سطح دریا واقع شده‌است.

## شرکت‌های هواپیمایی و مقصدهای پروازی
| شرکت‌های هواپیمایی | مقصدهای پروازی |
| ----------------- | -------------- |
| ایرلینک           | اولیور تامبو   |